# Roberto Santucci
Roberto Santucci Filho OMC (Rio de Janeiro, 28 de setembro de 1967) é um diretor brasileiro.

## Biografia
Santucci nasceu em uma família de classe média alta no Rio de Janeiro em 1967. Em 1989 mudou-se para Hollywood, Estados Unidos, onde graduou-se em cinema no Columbia College e fez cursos de extensão na Universidade da Califórnia.
Em 1992, foi assistente de montagem em Código de Honra, de Robert Mandel, e Lendas da Paixão lançado em 1994, de Edward Zwick. Em 1994, escreveu, produziu, dirigiu e montou os curtas-metragens Helpless e Bienvenido a Brazil, que foi finalizado em 1995.
Dirigiu e montou Bellini e a Esfinge, lançado em 2002, adaptação do romance de Tony Bellotto, ganhador do prêmio de Melhor Filme dado pelo juri popular no Festival do Rio.
Também trabalhou Olé - Um Movie Cabra da Peste de 2000, cinco anos depois produz, dirige, escreve e monta o longa-metragem Alucinados, no qual levou os prêmios dados pelo juri popular de Melhor Filme no Los Angeles Brazilian Film Festival, no Festival de Cinema Brasileiro de Madri e no primeiro Festival Paulínia de Cinema.
Em 2011, lança um dos seus trabalhos mais notáveis, o filme De Pernas Pro Ar que atingiu um público de mais de 3 milhões e meio nos cinemas. Também dirigiu Até que a Sorte nos Separe com Leandro Hassum lançado em 2012, que teve mais de 1 milhão de espectadores.
Roberto Santucci lamenta não conseguir emplacar o que ele chama de "projeto próprio". Ele quer fazer um filme de ação, um drama, outro thriller. Em breve, vai apresentar um filme que não é uma comédia. É o que ele gostaria de fazer.

## Filmografia
| Ano  | Filme                                          | Notas                                                                           |
| ---- | ---------------------------------------------- | ------------------------------------------------------------------------------- |
| 2018 | Os Farofeiros                                  | Diretor                                                                         |
| 2018 | O Candidato Honesto 2                          | Diretor                                                                         |
| 2017 | Dois + dois                                    | Diretor                                                                         |
| 2016 | Um Suburbano Sortudo                           | Diretor                                                                         |
| 2015 | Até Que A Sorte Nos Separe 3: A Falência Final | Diretor                                                                         |
| 2015 | Qualquer Gato Vira-Lata 2                      | Diretor                                                                         |
| 2015 | Loucas pra Casar                               | Diretor                                                                         |
| 2014 | O Candidato Honesto                            | Diretor                                                                         |
| 2013 | Até que a Sorte nos Separe 2                   | Diretor                                                                         |
| 2013 | Odeio o Dia dos Namorados                      | Diretor                                                                         |
| 2012 | De Pernas pro Ar 2                             | Diretor                                                                         |
| 2012 | Até que a Sorte nos Separe                     | Diretor                                                                         |
| 2010 | Sequestro Relâmpago                            | Diretor e Roteirista                                                            |
| 2010 | De Pernas Pro Ar                               | Diretor                                                                         |
| 2008 | Alucinados                                     | Diretor e Roteirista Prêmio de melhor pelo júri popular no Festival de Paulínia |
| 2002 | Bellini e a Esfinge                            | Diretor e Editor                                                                |
| 2000 | Olé - Um Movie Cabra da Peste                  | Diretor, Produtor e Roteirista                                                  |
| 1995 | Bienvenido Brazil                              | Diretor, Produtor e Roteirista Curta-metragem                                   |
| 1994 | Helpless                                       | Diretor, Produtor e Roteirista Curta-metragem                                   |

## Prêmio
- 2013: Prêmio ED - Profissional do cinema nacional (venceu}[11]